# Dichrozona cincta
A Dichrozona cincta a madarak osztályának verébalakúak (Passeriformes) rendjébe és a hangyászmadárfélék (Thamnophilidae) családjába tartozó Dichrozona nem egyetlen faja.

## Rendszerezése
A fajt August von Pelzeln osztrák ornitológus írta le 1868-ban, a Cyphorhinus nembe Cyphorhinus (Microcerculus) cinctus néven.

## Alfajai
- Dichrozona cincta cincta (Pelzeln, 1868)
- Dichrozona cincta stellata (P. L. Sclater & Salvin, 1880)
- Dichrozona cincta zononota Ridgway, 1888[2]

## Előfordulása
Dél-Amerikában, Bolívia, Brazília, Kolumbia, Ecuador, Peru és Venezuela területén honos. A természetes élőhelye a szubtrópusi vagy trópusi síkvidéki esőerdők.

## Megjelenése
Testhossza 9–10 centiméter, testtömege 14–15,5 gramm.

## Életmódja
Valószínűleg rovarokkal és más ízeltlábúakkal táplálkozik.

## Természetvédelmi helyzete
Az elterjedési területe rendkívül nagy, egyedszáma csökken, de még nem éri el a kritikus szintet. A Természetvédelmi Világszövetség Vörös listáján sebezhető fajként szerepel.

## Külső hivatkozások
- Képek az interneten a fajról
- Internet Bird Collection - videók a fajról
- Xeno-canto.org - a faj hangja és elterjedési területe